# 横浜Boy Style
「横浜Boy Style」（よこはまボーイ・スタイル）は、CoCoの11枚目のシングル。1992年11月20日にポニーキャニオンから発売された。

## 解説
- 表題曲は、1992年オフに横浜大洋ホエールズから改称したプロ野球球団・横浜ベイスターズのイメージソングに（球団旗に書かれた "Reach for the stars"〈「トップを目指せ」の意〉も歌詞に取り入れられている）、カップリング曲の「WINNING」は同球団の応援歌となった。新チーム名発表会見（11月11日）にCoCoも登場している。
- サビの部分のメロディは『ニッポン放送ショウアップナイター』でベイスターズの得点時に流れていたことがある。
- 表題曲の歌詞には直接「横浜ベイスターズ」は登場せず、あくまで語感の近い「横浜Boy Style」となっている。衣装やプロモーションビデオではチームカラーの青を基調としたイメージ展開だがチーム名入りのものは出てこない。
- CDジャケットは横浜スタジアムの外野フェンス際からメンバーが顔を出すイメージで、プロモーションビデオではCoCoメンバーがスタジアム外のベンチに座るシーンがある（背景の合成）。
- 「WINNING」のバックコーラスには、当時チームで若手主力だった佐々木主浩・盛田幸妃・野村弘樹・谷繁元信・石井琢朗・進藤達哉の6選手が参加している。新チーム名発表会見日夜のプロ野球ニュース等の番組にて前記の6名とともに同曲を披露した。CDジャケット内にも両メンバーでのレコーディング風景写真を掲載。日本テレビ系朝の生ワイド番組『ズームイン!!朝!』内のコーナー「プロ野球いれコミ情報」の最中、魁三太郎が横浜ベイスターズの情報を伝える際、そのカラオケバージョンが実際にBGMとして使用されていた。また、横浜ベイスターズの応援団が試合前やラッキーセブン、勝利後に、トランペットで演奏していた。球団名が横浜DeNAベイスターズとなった2012年以降もスタメン発表後、相手チーム投手交代時、ビジター戦勝利後などに応援団により引き続き使用されており、歌詞の「横浜ベイスターズ」の部分も変わらず歌われている。
- 「横浜Boy Style」はコンサートでも歌われていたが、「WINNING」は歌詞に「横浜ベイスターズ」が含まれるため、コンサートで歌う場合は原則として会場が同球団の本拠地である神奈川県内の場合に限られていた。
- 「WINNING」はその後も『がんばれ!横浜ベイスターズ』（1997年）など横浜ベイスターズ関連のCDに幾度となく収録されている。
- チーム1年目のファンの集い（開幕前）、ファン感謝デーにCoCoがゲスト出演している。尚、本曲リリース以前には中日のファン感謝デー、巨人の新春番組に登場した経験がある（いずれもメンバー5人の時代）。
- 作詞の及川眠子によると作曲の後藤とともに阪神ファンだったという[1]。
- デビューシングル「EQUALロマンス」から11作続いていたオリコンベスト10入りは、このシングルで最後となった。

## 収録曲
（全作詞：及川眠子／作曲・編曲：後藤次利）
1. 横浜Boy Style [4:18]
2. WINNING [2:57]
3. 横浜Boy Style（オリジナル・カラオケ）
4. WINNING（オリジナル・カラオケ）